# 加地隆雄
加地 隆雄（かじ たかお、1940年11月23日 - 2015年1月13日）は日本の実業家。千葉県富津市出身。

## 来歴
1960年に定時制高校を卒業後、電通に入社し同社の横浜支社に配属された。当時の人事部長から「学費は出すから大学へ入れ」と言われ、駒澤大学経済学部に入学。業務の傍ら学業もこなし、駒大を卒業した。1985年より横浜支社次長。
1990年に長年務めた横浜支社を離れ東京本社営業部に転勤し、営業局局次長や営業統括局主幹を歴任。1996年に電通子会社でドラマ制作会社の「C.A.L.」の代表取締役に。同社では人気時代劇「水戸黄門」の制作に携わった他、1997年に岡田茂東映会長に働きかけ、時代劇コンテンツ推進協議会を設立した。
2008年にC.A.L.を退社し、「加地コンサルティング株式会社」を設立。翌2009年10月、横浜ベイスターズ球団社長に就任した。加地が抜擢されたのは電通横浜支社時代に築いた横浜財界などとの人脈や、ベイスターズの親会社であるTBSとのパイプ役を期待されてのものである。就任後は横浜スタジアムでの試合時にはほぼ毎回ライトスタンドを訪れ、ファンとの交流を深めていた。
2011年12月、ディー・エヌ・エーによる横浜ベイスターズの球団買収と共に球団代表取締役社長を退任。横浜DeNAベイスターズでは非役員として球団会長に就任した。2012年オフに退団。
2015年1月13日、心室細動のため死去。74歳没。

## 制作参加

### 映画
- 『京極夏彦「怪」七人みさき』（2000年、松竹配給、制作総指揮）
- 『恋する彼女、西へ。』（2008年、シナジー配給、制作総指揮）